# Rob Schroeder
Robert Schroeder est un ancien pilote automobile américain, né le 11 mai 1926 à El Dorado (Arkansas) et mort le 3 décembre 2011 à Dallas (Texas). Il courut principalement en endurance dans la seconde partie des années 1950, sur Maserati. En 1962, il participa au Grand Prix des États-Unis, au volant d'une Lotus 24. Ce fut sa seule apparition en championnat du monde de Formule 1. Cette année-là, toujours sur Lotus, il participa également au Grand Prix du Mexique (hors championnat), s'y classant sixième. Il mit fin à sa carrière sportive à la fin des années 1960, après avoir notamment disputé quelques épreuves du championnat sud-africain au volant d'une LDS.